# آد (ویرجینیای غربی)
آد (به انگلیسی: Odd) یک منطقهٔ مسکونی در ایالات متحده آمریکا است که در شهرستان رالی، ویرجینیای غربی واقع شده‌است. آد ۷۷۹ نفر جمعیت دارد.